# Kakuszandha Buddha

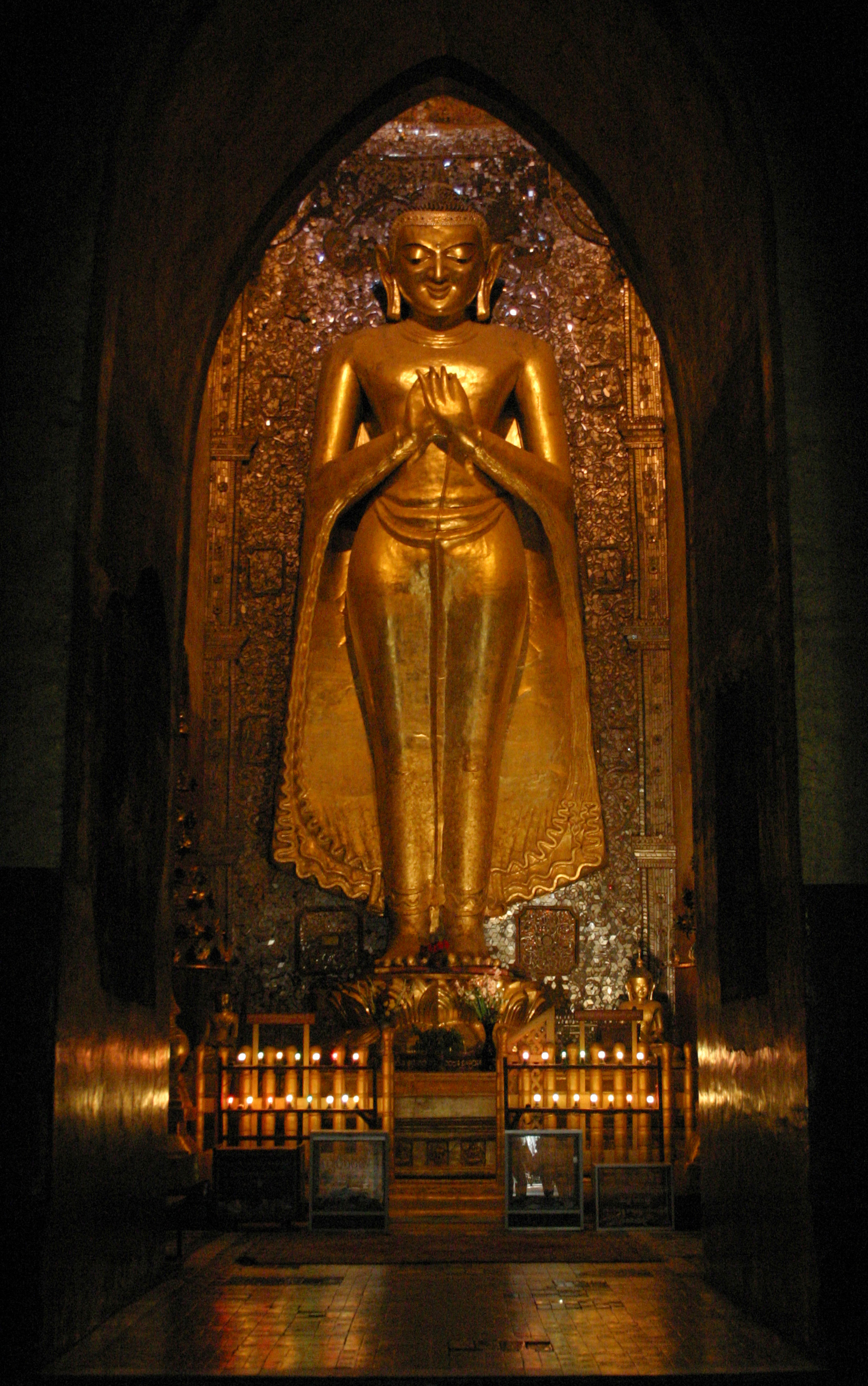
Buddha-szobor a burmai Ánanda-templomban

Kakuszandha Buddha (páli: Krakuccsanda, szanszkrit: Khorvadzsig, kínai: 拘留孙佛, pinjin: Csu-liu szun fu, japán: くるそん, Kuruszon, tibeti: Khorvaddzsig) a buddhizmusban a jelenlegi világkor (kalpa vagy eon) korábbi buddhája, akinek az életrajzát a páli kánon egyik könyve, a Buddhavamsza 22. fejezete tartalmazza.
A théraváda hagyomány szerint Kasszapa a huszonkilenc nevesített buddha közül a huszonötödik, az antikvitás hét buddhája közül a negyedik, illetve a mostani kalpa öt buddhája közül az első.
A jelenlegi világkor neve bhadrakalpa (szerencsés eon), amelynek az öt buddhája:
1. Kakuszandha (a bhadrakalpa első buddhája)
2. Konágamana (a bhadrakalpa második buddhája)
3. Kasszapa (a bhadrakalpa harmadik buddhája)
4. Gautama (a bhadrakalpa negyedik, egyben jelenlegi buddhája)
5. Maitréja (a bhadrakalpa ötödik, egyben a következő buddha)

## Élete
Kakuszandha Buddha a Khemavati-parkban született Khemavati településen. Khemavati mai neve Gotihawa, a nepáli Kapilavasztu várostól 4 km-re délkeletre. Apja, Aggidatta, Khemankara király brahmin papja volt Khemavatiban. Az anyja neve Viszakha, felesége Virocsamana (vagy más néven Rocsani), fia Uttara. Amikor Asóka király Gotihawa településen járt, emeltetett egy kő oszlopot Buddha emléke előtt tisztelegve. Ugyanitt egy sztúpa is áll, amiatt általánosságban úgy vélik, hogy ez lehetett Buddha szülőhelye.
Kakuszandha négy különböző helyen is négyezer évig élt: Rucsi, Szurucsi és Vaddhana (vagy Rativaddhana). Négyezer éves korában hagyta maga mögött a világi életet, majd nyolc hónapon át élt aszkéta életmód szerint. Megvilágosodása előtt elfogadott egy Vadzsirindha nevű brahmin lányától egy tejes-rizses ételt, illetve egy Subhadda nevű embertől kapott füvet az ülőhelyéhez. Egy szirisza fa alatt érte el a megvilágosodást, és első beszédét 84 000 szerzetes előtt tartotta egy parkban Makila település mellett.
Kakuszandha dupla csodát mutatott be egy szala fa alatt Kannakuddzsa városkapujánál. Kakuszandha minden évben böjt napot tartott (upószatha).
Legfőbb férfi tanítványai Vidhura és Szandzsiva, legfőbb női tanítványai Szama és Csampa. Személyes kísérője Buddhidzsa volt. Legfőbb férfi világi követői Accsuta és Szamana, illetve a nők közül Nanda és Szunanda. Accsuta kolostort épített Kakuszandha Buddhának ugyanazon a helyszínen, amelyen később Gautama Buddha számára is lakhelyet építettAnathapindika.
A Szamjutta-nikája szerint (ii.194) a Rádzsgírban található Vepulla-csúcs akkori neve Pacsinvamsza volt, és az itteni emberek neve az volt, hogy tivara.
Kakuszandha negyven kubit magas volt, és 40 000 éves korában hunyt el Khamavatiban. A hamvai fölé emelt sztúpa egy leuga magas volt.
Kakuszandha idején született Khema király, aki később bódhiszattva lett, majd jóval később ő lett Gautama Sziddhártha. Kakuszandhának alamizsnát és ruházatot kínált Khema király, akinek ezután elmondta Kakuszandha, hogy őbelőle lesz a jövőben Gautama Buddha.